# Алиша Томпсон
Алиша Томпсон (рођена 7. новембра 2004.) је америчка фудбалерка која игра на позицији нападача.

## Каријера
Са 13 година, Томпсон је играла са четири године старијим играчима од ње. У априлу 2021. проглашена је за најбољу фудбалску репрезентативку године за девојчице.
Играла је за средњу школу Харвард-Вестлејк , постигавши 48 голова у 18 утакмица.
Играла је за екипу Тотал Футбол Академи до 19 година са 17 година, у МЛС Некст лиги, и била је једина играчица у лиги.
Затим је потписала уговор са Универзитетом Станфорд, учинивши то са 15 година.

## Репрезентација
Томпсон је играла за млађе од 20 година САД, освојила је златну медаљу на У-20 шампионату КОНКАКАФ 2022, пре него што је позвана у сениорски тим у септембру 2022, као најмлађи играч од Софије Смит 2017.

## Лични живот
Њена млађа сестра Жизел је такође фудбалерка. Обе сестре су потписале уговор са Најком, поставши прве средњошколке које су то учиниле. Имају и млађу сестру Зои.
Томпсон је такође и атлетичарка, а у априлу 2022. истрчала је други најбржи спринт на 100 метара у Калифорнији за 11,74 секунде.